# Rudolf Kaeser-Rueff

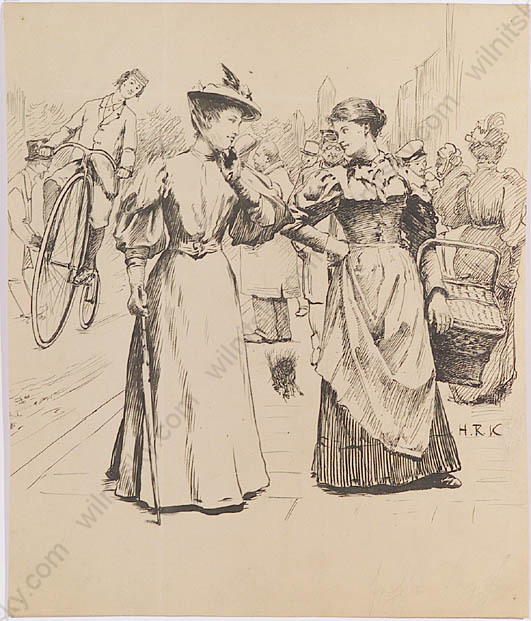
La Belle Epoque

Rudolf Kaeser-Rueff (auch Hans Rudolf Kaeser oder Rolf Rueff, * 6. April 1870 in Wien; † 18. Dezember 1932 in Kiel) war ein österreichischer Maler, Illustrator, Grafiker, Opernsänger, Gitarrist, Gitarrenlehrer und Komponist, der hauptsächlich in Deutschland wirkte. Sein Vater war der Kunsthändler und Verleger Peter Kaeser (1825–1896), seine Mutter hieß Karoline Rueff (1850–1887). Er besuchte in Wien und München die Volksschule sowie ebenfalls in München das Gymnasium. Er war zeitweise in München, Straßburg, Mannheim, Mainz, Münster, Bielefeld und Bromberg tätig, ließ sich in Kiel (Goethestraße 24) nieder.

## Leben und Wirken

### Maler
Er studierte seit dem 28. Oktober 1885 bis 1889 an der Königlichen Akademie der Bildenden Künste in München bei Ludwig von Herterich, Karl Raupp und Ludwig von Löfftz. Kaeser-Rueff nahm an den Ausstellungen im Münchner Glaspalast, an der Großen Berliner Kunstausstellung und im Künstlerhaus Wien teil. Rudolf Kaeser-Rueff war Mitarbeiter der Münchner Zeitschrift „Jugend“, Mitglied des Vereins „Luitpold-Gruppe“, des Reichsverbandes Bildender Künstler Deutschlands und der Schleswig-Holsteinischen Kunstgenossenschaft.

### Musiker
Als Interpret und Komponist benutzte er den Namen Rolf Rueff. Er studierte 1901–1903 in München Musik bei Emmy Palmar. Als Sänger trat Rolf Rueff zuerst 1902 im Münchner Kabarett Die Elf Scharfrichter auf. 1905–1910 wirkte er als lyrischer Bariton an den Landestheatern von Mainz, Münster, Bielefeld, Bromberg und Kiel. Ab 1909 trat er solistisch als Sänger zur modernen Laute (als Lautensänger) auf, unternahm als solcher mehrere Konzertreisen. 1912–1914 studierte er in Kiel Musiktheorie bei Reinhold Oppel. Er unterrichtete Gitarre an der Kieler Musikschule und an den Kieler Lyzeen (Lyzeum I und Lyzeum II). Rueff war Vorsitzender des Musikpädagogischen Verbandes der deutschen und österreichischen Gitarren- und Lautenlehrer.
Rolf Rueff komponierte u. a. die komische Oper Doktor Eisenbarth, die 1923 am Kieler Stadttheater uraufgeführt wurde. Von seinen Kompositionen ist vieles Manuskript geblieben, so das 1927 entstandene Quintett für zwei Violinen, Viola, Violoncello, Gitarre sowie der Chor der Toten (Text: Conrad Ferdinand Meyer) für Chor und Orchester (uraufgeführt 1927); außerdem Lieder und Duette.

#### Gedruckte Notenausgaben
- Die junge Witwe für Gesang und Gitarre[3]
- Die drei durstigen Engel (Text: Friedrich Sterzing), in: 7 Lieder, prämiert im „Preis-Ausschreiben der Gitarristischen Vereinigung München“ 1910/11 (Verlag der Gitarristischen Vereinigung, München 1912)[4]
- Der schwarze Reiter und die ungetreue Braut für Bariton und neunsaitige Basslaute und Gitarre (Der Gitarrefreund, XIII Nr. 6, München 1912)[5]
- Der Pantoffel (Ballade aus den Radierungen von Borries von Münchhausen) für Gesang und Gitarre (Der Gitarrefreund, XIV Nr. 4, München 1913)[6]
- Ich hört' ein Sichel rauschen für Mezzosopran, Bariton und zwei neunsaitige Basslauten (nach einem Motiv von Miguel de Fuenllana, Lyra Orphenica 1554) (Der Gitarrefreund, XV Nr. 3, München 1914)[7]
- 31 Lieder zur Laute (Verlag Anton J. Benjamin, Hamburg 1914)
- Von Krieg und Liebe, Lieder mit Klavier oder Gitarre (Verlag Schott, Mainz 1915)
- Der letzte Gruß: „Ich kam vom Walde hernieder“, op, 2 Nr. 6 von Hermann Levi, für 1 Singstimme mit Laute bearbeitet von Rolf Rueff (Verlag Rieter-Biedermann, Leipzig 1917)[8]
- Meister des Lautenspiels, Band 5: Lieder, Duette, Kammermusik für Gitarre, hrsg. von Rolf Rueff (Verlag Heinrich Julius Zimmermann, Leipzig 1920)
- Doktor Eisenbarth, komische Oper in drei Akten (Libretto: Christian Flüggen, Rolf Rueff) (Verlag Walter G. Mühlau, Kiel 1922)[9]
- Afrika-Lieder (Texte: Hans Aschenborn), 8 Lieder für mittlere Stimme mit Klavier oder Gitarre, op. 5 (Verlag Adolf Köster, Berlin 1926)
- Von Teufelchen, Weiberchen, Drachen und ähnlichen artigen Sachen (Laut Brief vom 28. Oktober 1924 sollte die Sammlung von Gitarrenliedern bei Köster erscheinen.)

### Familie
Er war verheiratet mit Auguste Bartels von Bartberg.